# Nationalpark Sajama
Der Nationalpark Sajama ist ein Nationalpark im Departamento Oruro im Hochland des südamerikanischen Anden-Staates Bolivien. Er liegt an der Grenze zu Chile.
Seine Fläche beträgt 1002 km² und er liegt auf einer Höhe von 4200 bis 6542 Metern über dem Meeresspiegel. Die Temperatur ist tags durchschnittlich 10 °C und nachts 0 °C. Der Niederschlag liegt bei 300 mm jährlich.

## Lage
Der Park liegt in der Cordillera Occidental und hat eine Vulkanlandschaft. Dort sind auch die Vulkane Sajama, Parinacota und der Pomerape. Im Nationalpark gibt es auch Thermalquellen und Geysire.

## Fauna
Im Park sind 108 Tierarten registriert, darunter Vikunja, Kleines Borstengürteltier, Anden- oder Bergkatze, Darwinnandu, Andenkondor, Riesenblässhuhn sowie kleinere Vögel wie Riesenspitzschnabel, Weißkehl-Sierra-Fink (Phrygilus erythronotus) und Busch-Tyrann (Polioxolmis rufipenni).

## Flora
Im Nationalpark sind 154 Pflanzenarten registriert, die Gesamtzahl wird auf 250 geschätzt. Dazu gehören u. a. harte, silifizierte Süßgräser, Ferkelkräuter, Andenpolster (Azorella) wie die Yareta und Distichia sowie Polylepis.